# (838) Seraphina
Pour les articles homonymes, voir Séraphine.
(838) Seraphina est un astéroïde de la ceinture principale découvert le 24 septembre 1916 par l'astronome allemand Max Wolf.
Sa désignation provisoire était 1916 AH.